# ウイリアム・スメリー

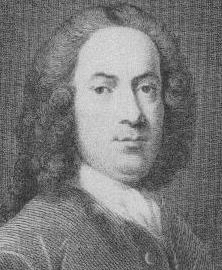
William Smellie, Portrait Royal College of Physicians, Edinburgh

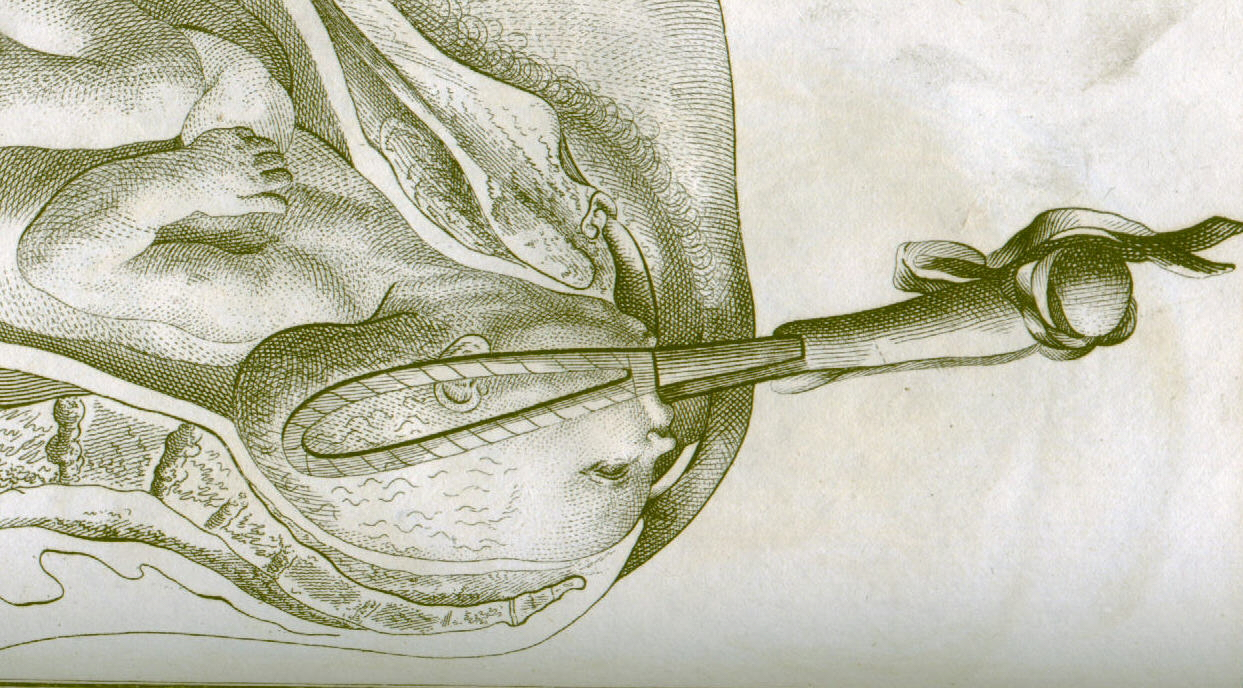
著書の図版

ウイリアム・スメリーまたはウィリアム・スメリ（William Smellie、1697年2月15日 - 1763年3月5日）は、スコットランドの産科医である。スメリーの著作『解剖図表と産科の実際』は日本に輸入され、鉗子の導入に貢献した。

## 生涯
スコットランド中部のラナークに生まれた。医師免許を得る前から医師として働き、後にグラスゴー大学に入学し、1745年に学位を得た。ロンドンとパリで産科を学び、ロンドンで開業する一方、教育も始めた。産科マネキンを発明し、出産について記述し、産科鉗子を設計し、逆子の出産の手順を工夫し、手引書を出版した。スメリーの『解剖図表と産科の実際』はフォリオ版の39葉の図を掲載した著作でわずか100部が印刷されただけであるが3部が日本に輸入され、片倉元周が『産科発蒙』などで紹介した。
ジョン・ハンター兄弟とともに解剖学の研究のための死体の入手方法について論議をよんでいる。